# ZTE Open
ZTE Open es el primer teléfono inteligente comercial con el sistema operativo Firefox OS desarrollado por la compañía ZTE. Destinado a la gama baja para impulsar el uso emergente de los teléfonos inteligentes, posee elementos esenciales para su funcionamiento a base de aplicaciones web.
En el equipo posee un único botón de regreso. Su acabado es de plástico disponible en varios colores: negro, azul y naranja. Posee una batería de 1200 mAh, con una autonomía de 9 horas en conversación y 7 días en reposo. En cuando a las aplicaciones posee navegador web, tienda Marketplace, gestor de datos, redes sociales, entre otros.

## Presentación oficial
Se presentó el 1 de julio de 2013, en Madrid (España). El sistemas de actualizaciones no interferirá con su funcionamiento, ya que sólo aplicará al núcleo Linux y a su motor de renderizado Gecko. Incluye una tarjeta microSD de 4 GB.
Movistar ha rebajado el precio desde 69€ con IVA a 49€ con IVA. En agosto del 2013, ZTE anunció su venta del terminar desbloqueado en Estados Unidos y Reino Unido a $80/60€ vía eBay.

## Rooting
Open puede obtener permisos root a través de una falla de seguridad conocida al núcleo del celular, el CVE-2012-4220 o Qualcomm DIAG root. Fue descubierto 7 meses después de su lanzamiento. La vulnerabilidad mencionada permite modificar los archivos del sistema, sin llegar a desbloquear el arranque.

## Sucesores
En el 2014, durante el evento CES, Mozilla confirmó en su blog que ZTE está trabajando en dos versiones Open de gama alta: ZTE Open II y ZTE Open C.